# Jancarlos de Oliveira Barros
Jancarlos de Oliveira Barros (Natividade, 15 de agosto de 1983 - Petrópolis, 22 de noviembre de 2013) fue un jugador de fútbol profesional brasileño que jugaba en la demarcación de lateral.

## Biografía
Jancarlos debutó como futbolista profesional en 2001 con el Fluminense FC a los 18 años de edad. Jugó durante cuatro temporadas en las que marcó un gol en 40 partidos jugados. Además ganó el Campeonato Carioca en 2002. Tras estar cedido durante un año en el EC Juventude, Jancarlos fue traspasado al Atlético Paranaense, con el que ganó el Campeonato Paranaense en 2005 y jugó durante las tres temporadas siguientes. En 2008 fichó por el São Paulo FC, donde jugó durante un año y ganó el Campeonato Brasileño de Serie A en 2008. En 2009 fue traspasado al Cruzeiro EC, donde volvió a jugar durante una temporada en la que ganó el Campeonato Mineiro y la Copa Bimbo en 2009. Al finalizar la temporada el Botafogo se hizo con los servicios del jugador, llegando a conseguir el Campeonato Carioca en 2010. Finalmente también jugó para el EC Bahia, Ituano FC, America FC, Volta Redonda FC y para el Rio Branco AC, último club en el que jugó.
El 22 de noviembre de 2013, Jancarlos falleció tras sufrir un accidente de tráfico en Petrópolis. El vehículo en el que viajaba cayó por un acantilado, el jugador fue rescatado, pero finalmente falleció de camino al hospital. Jancarlos viajaba hacia Río de Janeiro para fichar por el Duque de Caxias.

## Clubes
| Club                  | País   | Año         | Partidos | Goles |
| --------------------- | ------ | ----------- | -------- | ----- |
| Fluminense FC         | Brasil | 2001 - 2004 | 40       | 1     |
| EC Juventude (cedido) | Brasil | 2004        | 36       | 1     |
| Atlético Paranaense   | Brasil | 2005 - 2008 | 93       | 8     |
| São Paulo FC          | Brasil | 2008        | 18       | 1     |
| Cruzeiro EC           | Brasil | 2009        | 30       | 1     |
| Botafogo              | Brasil | 2009 - 2010 | 6        | 0     |
| EC Bahia (cedido)     | Brasil | 2010 - 2011 | 25       | 2     |
| Ituano FC (cedido)    | Brasil | 2012        | 5        | 0     |
| America FC            | Brasil | 2012        | 7        | 1     |
| Volta Redonda FC      | Brasil | 2013        | 24       | 3     |
| Rio Branco AC         | Brasil | 2013        | 9        | 1     |

## Palmarés
Fluminense FC
- Campeonato Carioca: 2002

Atlético Paranaense
- Campeonato Paranaense: 2005

São Paulo FC
- Campeonato Brasileño de Serie A: 2008

Cruzeiro EC
- Campeonato Mineiro: 2009
- Copa Bimbo: 2009

Botafogo
- Campeonato Carioca: 2010